# Cúp Algarve 1996
Cúp Algarve 1996 (tiếng Anh: Algarve Cup 1996), giải bóng đá giao hữu thường niên diễn ra tại Algarve, Bồ Đào Nha từ 11 đến 17 tháng 3 năm 1996. Na Uy là đội tuyển vô địch của giải.

## Thể thức
Tại vòng bảng, tám đội được chia làm hai bảng. Các đội trong bảng thi đấu vòng tròn một lượt. Vòng phân hạng gồm bốn trận đấu: trận tranh hạng nhất giữa các đội đầu bảng, tranh hạng ba giữa các đội nhì bảng, tranh hạng năm giữa các đội thứ ba, và trận tranh hạng bảy giữa các đội cuối bảng.
- Giờ thi đấu là WET (UTC±0).

## Vòng bảng

### Bảng A
| Đội        | Đ | Tr | T | H | B | BT | BB | HS |
| ---------- | - | -- | - | - | - | -- | -- | -- |
| Na Uy      | 9 | 3  | 3 | 0 | 0 | 10 | 1  | +9 |
| Trung Quốc | 6 | 3  | 2 | 0 | 1 | 7  | 4  | +3 |
| Nga        | 3 | 3  | 1 | 0 | 2 | 2  | 5  | −3 |
| Bồ Đào Nha | 0 | 3  | 0 | 0 | 3 | 1  | 10 | −9 |

| Na Uy | 4–1 | Trung Quốc |
| ----- | --- | ---------- |
|       |     |            |

| Nga | 2–1 | Bồ Đào Nha |
| --- | --- | ---------- |
|     |     |            |

| Na Uy | 3–0 | Bồ Đào Nha |
| ----- | --- | ---------- |
|       |     |            |

| Trung Quốc | 1–0 | Nga |
| ---------- | --- | --- |
|            |     |     |

| Na Uy | 3–0 | Nga |
| ----- | --- | --- |
|       |     |     |

| Trung Quốc | 5–0 | Bồ Đào Nha |
| ---------- | --- | ---------- |
|            |     |            |

### Bảng B
| Đội       | Đ | Tr | T | H | B | BT | BB | HS  |
| --------- | - | -- | - | - | - | -- | -- | --- |
| Thụy Điển | 9 | 3  | 3 | 0 | 0 | 10 | 1  | +10 |
| Đan Mạch  | 6 | 3  | 2 | 0 | 1 | 6  | 3  | +3  |
| Iceland   | 3 | 3  | 1 | 0 | 2 | 3  | 5  | −2  |
| Phần Lan  | 0 | 3  | 0 | 0 | 3 | 1  | 12 | −11 |

| Thụy Điển | 2–1 | Đan Mạch |
| --------- | --- | -------- |
|           |     |          |

| Iceland | 3–1 | Phần Lan |
| ------- | --- | -------- |
|         |     |          |

| Thụy Điển | 7–0 | Phần Lan |
| --------- | --- | -------- |
|           |     |          |

| Đan Mạch | 3–0 | Iceland |
| -------- | --- | ------- |
|          |     |         |

| Thụy Điển | 1–0 | Iceland |
| --------- | --- | ------- |
|           |     |         |

| Đan Mạch | 2–0 | Phần Lan |
| -------- | --- | -------- |
|          |     |          |

## Vòng phân hạng

### Tranh hạng bảy
| Bồ Đào Nha                | 3–0 | Phần Lan |
| ------------------------- | --- | -------- |
| Couto · Xavier · Sequeira |     |          |

### Tranh hạng năm
| Nga               | 1–1 (s.h.p.) | Iceland     |
| ----------------- | ------------ | ----------- |
| Bosikova          |              | Ólafsdóttir |
| Loạt sút luân lưu |              |             |
|                   | 3–2          |             |

### Tranh hạng ba
| Trung Quốc                | 2–1 | Đan Mạch |
| ------------------------- | --- | -------- |
| Tôn Khánh Mai · ?' (l.n.) |     | Petersen |

### Chung kết
| Na Uy                                | 4–0 | Thụy Điển |
| ------------------------------------ | --- | --------- |
| Aarønes 8', 83' · Pettersen 36', 71' |     |           |